# Luis Téllez
Pour les articles homonymes, voir Téllez.
Luis Manuel Enrique Téllez Kuenzler né le 13 octobre 1958 au Mexique. Il fut le Secrétaire des Communications et des Transports du Mexique entre 1er décembre 2006 et 3 mars 2009.